# Rang leh
Rang leh là nhạc cụ môi hơi phổ biến rộng rãi trong các cộng đồng dân tộc ở vùng Tây Nguyên, Việt Nam. Rang leh là theo cách gọi của người Gia Rai, còn người Stră gọi nó là rôông gui, người Ca Dong gọi là pôper, người Kinh gọi là đàn môi.
Hiện nay có hai loại rang leh cùng tồn tại ở Tây Nguyên: loại bằng tre và loại bằng đồng. Dù bằng chất liệu nào chúng cũng có hình thức cấu tạo giống nhau, nghĩa là hình dáng giống như chiếc thoi dệt vải.
Rang leh dài khoảng 8 cm, rộng 2 cm, thuôn dần về hai phía để có 1 đầu lớn và 1 đầu nhỏ hơn. Rang leh tre hay đồng đều mỏng, trên thân có 2 đường chéo tạo thành lưỡi gà ở đoạn giữa. Nhạc cụ này có tính đàn hồi cao, bẻ cong cũng không gãy.
Người ta cầm rang leh bằng tay trái, đặt nó ngang miệng rồi ngậm lại để hai phần đầu ló ra, môi hơi hở. Họ dùng ngón trỏ tay phải khẽ bật đầu lưỡi, miệng phát âm theo bài nhạc quen thuộc nào đó. Âm thanh sẽ được khoang miệng cộng hưởng phát ra, tuy nhiên nghe nhỏ, chỉ thích hợp nơi yên tĩnh, lúc đêm khuya. Nam nữ đều dùng nhạc cụ này, chủ yếu để phơi bày tình cảm yêu đương.